# برايان برادلي (لاعب هوكي الجليد)
برايان برادلي هو لاعب هوكي الجليد كندي، ولد في 21 يناير 1965 في كيتشنر في كندا.

## وصلات خارجية
- برايان برادلي (لاعب هوكي الجليد) على موقع دوري الهوكي الوطني (الإنجليزية)
- برايان برادلي (لاعب هوكي الجليد) على موقع EliteProspects.com (الإنجليزية)
- برايان برادلي (لاعب هوكي الجليد) على موقع HockeyDB.com (الإنجليزية)
- برايان برادلي (لاعب هوكي الجليد) على موقع Hockey-Reference.com (الإنجليزية)
- برايان برادلي (لاعب هوكي الجليد) على موقع أوليمبيديا (الإنجليزية)